# Красная тюрьма
Красная тюрьма — секретное подземное сооружение, расположенное под тюрьмой Седная недалеко от Дамаска в Сирии, управляемая сирийским правительством. Открыта в 1987 году, через год после открытия тюрьмы Седная. В Красной тюрьме содержались тысячи политических заключенных и применялись пытки. В камерах нет света и почти нет притока свежего воздуха.
Она находится под землёй и имеет 3-4 этажа. 8 декабря она была обнаружена повстанцами, которые смогли вызволить заключённых с верхних двух этажей, но нижние открыть не смогли, так как для этого нужно задействовать определённые механизмы, а все тюремщики ушли.
До падения режима Асада несмотря на то, что информация о тюрьма Седная была доступна, данных о Красной тюрьме не было. В апреле 2023 года представитель Королевской канадской конной полиции заявил про данную тюрьму: «Мы никогда раньше о ней не слышали».